# Håleniusit-(La)
Håleniusit-(La) ist ein Mineral aus der Mineralklasse der Halogenide mit der idealisierten chemischen Zusammensetzung LaOF und ist damit chemisch gesehen ein Lanthan-OxiFluorid. Da in den analysierten Proben von Håleniusit-(La) als Fremdbeimengungen auch andere Metalle der Seltenen Erden gefunden wurden (hauptsächlich Cer mit einem Anteil von bis zu 35 %), wird die chemische Formel in verschiedenen Quellen auch mit (La,Ce)OF angegeben.
Håleniusit-(La) kristallisiert im kubischen Kristallsystem, entwickelt aber nur mikroskopisch kleine Kristalle von gelber Farbe, die überwiegend in Form von krustigen oder pulverigen Überzügen sowie Hohlraumfüllungen auf und in anderen Mineralen (meist Bastnäsit) bilden.

## Etymologie und Geschichte
Das Mineral wurde erst 2004 von Dan Holtstam, Jekabs Grins und Per Nysten beschrieben und nach dem schwedischen Mineralogen Ulf Hålenius (* 1951), tätig am Naturhistoriska riksmuseet, benannt. Der dieser Beschreibung zugrunde liegende Holotyp wurde 1986 von Jörgen Langhof in den Bastnäs-Gruben bei Riddarhyttan, Schweden, gefunden und befindet sich im Naturhistoriska riksmuseet(Katalog-Nr. 20030025). Er besteht hauptsächlich aus Ferriallanit-(Ce). Der Håleniusit-(La) ersetzte im Laufe der Lagerung einen großen Teil des ebenfalls enthaltenen Bastnäsit-(La) und bildete eine wenige Millimeter dicke, gelbe Schicht.
Bereits Aufzeichnungen der Universität Uppsala aus dem frühen 19. Jahrhundert erwähnen „erdigen“ bzw. zitronengelben Bastnäsit, der von Holtstam im Nachhinein als Håleniusit-(La) enthaltend bestätigt wurde.

## Klassifikation
In der veralteten, aber noch gebräuchlichen 8. Auflage der Mineralsystematik nach Strunz gehörte Håleniusit-(La) zur Abteilung der „Einfachen Halogenide“, wo er zusammen mit Coccinit, Fluorit, Frankdicksonit, Gagarinit-(Y), Gagarinit-(Ce) (ehemals Zajacit-(Ce)), Laurelit und Tveitit-(Y) die „Fluorit-Reihe“ mit der System-Nr. III/A.08 bildete.
Die seit 2001 gültige und von der International Mineralogical Association (IMA) verwendete 9. Auflage der Strunz’schen Mineralsystematik ordnet Håleniusit-(La) in die Abteilung der „Oxihalogenide, Hydroxyhalogenide und verwandte Doppel-Halogenide“. Diese ist weiter unterteilt nach den in der Verbindung vorherrschenden Metallen, so dass das Mineral entsprechend seiner Zusammensetzung in die Unterabteilung „mit Seltenerden-Elementen (REE)“ zu finden ist, wo es als einziges Mitglied die unbenannte Gruppe 3.DE.05 bildet.
Auch die vorwiegend im englischen Sprachraum gebräuchliche Systematik der Minerale nach Dana ordnet den Håleniusit-(La) in die Klasse der „Halogenide“ und dort in die Abteilung der „Oxihalogenide und Hydroxyhalogenide“ ein. Hier ist er als einziges Mitglied in der unbenannten Gruppe 10.02.10 innerhalb der Unterabteilung „Oxihalogenide und Hydroxyhalogenide mit der Formel A(O,OH)Xq“ zu finden.

## Kristallstruktur
Håleniusit-(La) kristallisiert im kubischen Kristallsystem in der Raumgruppe Fm3m (Raumgruppen-Nr. 225), dem Gitterparameter a = 5,6282 Å sowie vier Formeleinheiten pro Elementarzelle.

## Bildung und Fundorte
Håleniusit-(La) ist ein Sekundärmineral, das bei der Umwandlung von Bastnäsit-(La) entsteht, höchstwahrscheinlich durch eine Entkarbonisierungsreaktion: 
(La,Ce)CO3F → (La, Ce)OF + CO2.
Recht weit verbreitet ist Håleniusit-(La) in den Bastnäs-Gruben bei Riddarhyttan (auch Typlokalität), einem Ort der schwedischen Gemeinde Skinnskatteberg. Es tritt unter anderem in Paragenese mit Bastnäsit-(La), Ferriallanit-(Ce), Brochantit und Quarz auf.